# NGC 2655
NGC 2655 este o galaxie seyfert situată în constelația Girafa. A fost descoperită în 26 septembrie 1802 de către William Herschel. Se află la o distanță de 20,2 de megaparseci de Pământ.